# Radio Supersol
Radio Supersol es una estación radial local chilena ubicada en el 100.3 MHz del dial FM en Osorno, Chile. Además transmite música tropical, ranchera, latina y rock latino.

## Historia
El 15 de agosto de 1981, Supersol iniciaron sus transmisiones en Osorno y Puerto Montt, la primera canción que sonó en el aire fue «Teresa en la playa» de Antonio Prieto y José Alfredo Fuentes.
El 12 de diciembre de 2006, Supersol cerro sus transmisiones abruptamente por problemas económicos quedando fuera del aire por dos meses.
En 1999, nace en Purranque la radio Ola FM y en 2007 adquiere la frecuencia 104.5 MHz en Osorno, la misma que usaba la radio cambiando su nombre por Ola-Supersol, en 2010, Ola FM abandona las frecuencias 104.1 MHz de Purranque y 98.9 MHz de Puerto Montt, siendo arrendada por la radio evangélica Pura Vida y en 2011, la radio Ola-Supersol quedó transmitiendo en Osorno teniendo programación en vivo con noticias locales y conectándose con la red informativa de Radio Portales.
En 2016 Supersol cerró su ciclo en la frecuencia 104.5 MHz, quedando sin señal por 4 años, dado a la venta de la frecuencia dando forma a radio Sinergia.
En julio de 2020, la marca Supersol regresó a la radio tras 10 años de ausencia y partió su programación con el tema «Lose Control» de Meduza, Goodboys y Becky Hill.
El 26 de enero de 2021, Supersol inicia sus transmisiones regulares en la frecuencia 100.3 MHz en Osorno (ex-Oasis FM) y la primera canción emitida en su regreso fue «Vivir mi vida» de Marc Anthony.
El 31 de diciembre de 2021, Supersol inicia sus transmisiones en la frecuencia 90.5 MHz en Frutillar.
El 21 de enero de 2022, Supersol inicia sus transmisiones en la frecuencia 92.9 MHz en Puerto Montt (ex-Tele13 Radio).

## Accidente y fallecimiento de su directora (2024)
El 9 de marzo de 2024, mueren en un accidente automovilístico su directora general Constanza Saavedra Flores, quien viajaba en compañía de su madre la gerente general María Flores Keim y su hija Maite de 11 años. Esto generó gran conmoción a nivel local, La programación de Supersol por 12 días fue sólo música en señal de luto para el equipo de la radio y auditores. El miércoles 20 de marzo volvieron a su programación normal bajo el nuevo eslogan El sol vuelve a salir.

## Frecuencias anteriores
- 104.5 MHz (Osorno); hoy Radio Sinergia.
- 104.1 MHz (Purranque); hoy Radio Purranque.
- 98.9 MHz (Puerto Montt); hoy Radio Pura Vida.
- 103.7 MHz (Entre Lagos); hoy Tropical Stereo de Puerto Montt